# Proletários Armados pelo Comunismo
Proletários Armados pelo Comunismo (em italiano Proletari Armati per il Comunismo; PAC) foi uma organização extraparlamentar armada, de extrema-esquerda, criada em 1976 na região da Lombardia, Itália, e dissolvida três anos depois, durante os "anos de chumbo".
Foi um dos numerosos grupos armados oriundos de uma vertente do movimento autônomo denominada Autonomia Operária (em italiano, Autonomia Operaia). Diferentemente das Brigadas Vermelhas, os PAC eram um grupo pouco estruturado, de organização horizontal, com vários núcleos independentes que podiam conduzir ações independentes e reivindicá-las como sendo ações dos PAC.

## Ações do grupo
A organização contava com pelo menos sessenta membros na Lombardia e no Vêneto. Seus dirigentes eram Sebastiano Masala, Arrigo Cavallina (considerado como o ideólogo do grupo), Giuseppe Memeo e Pietro Mutti (co-fundador). Um outro chefe foi Diego Giacomin, chefe da ala vêneta maioria dos membros era de origem operária. Cesare Battisti, porém, tornou-se seu membro mais conhecido.
As primeiras ações do grupo foram de apoio às reivindicações operárias, como em 8 de maio de 1978, na sabotagem contra a instalações da Alfa Romeo em Milão, quando um médico foi ferido. Mas os objetivos mais importantes dos PAC foram a luta nas estruturas carcerárias e contra membros ou colaboradores das forças da ordem. Foram feridos um médico da prisão de Novara, um agente carcerário de Verona. Um chefe da carceragem, em Udine, foi morto em 6 de junho de 1978.
Em 16 de fevereiro de 1979 foi morto o açougueiro Lino Sabbadin em Santa Maria di Sala, perto de Veneza e, no mesmo dia, em Milão, o joalheiro Luigi Torregiani; durante a ação, o filho deste, Alberto Torregiani, foi atingido pelos atiradores e ficou paraplégico. As duas vítimas eram comerciantes que, meses antes, durante um assalto, haviam matado os assaltantes.
Após os dois homicídios, foram presos vários militantes da organização. Alguns dos detidos, afirmaram terem sido torturados na prisão. Em resposta, no dia 19 de abril de 1979, em Milão, os PAC mataram um policial supostamente envolvido na tortura.
Depois que o grupo foi desmantelado, os militantes ainda livres confluíram para a organização denominada Prima Linea.